# UK Albums Chart
UK Albums Chart là danh sách các album xếp hạng dựa trên doanh số đĩa và download bán được ở Liên hiệp Vương quốc Anh và Bắc Ireland. Nó được biên soạn bởi The Official Charts Company và phát hành trên tạp chí Music Week (Top 75) và trên website OCC (Top 100); trọn bộ Top 200 được phát hành độc quyền trên ChartsPlus.
Để đạt tiêu chuẩn lọt vào UK Albums Chart, album phải có thời lượng và giá đúng. Nó phải có nhiều hơn 3 track hoặc trên 20 phút và không được xếp vào loại album "rẻ" (Một album "rẻ" có giá từ £0.50 đến £4.24). Từ tháng 1 năm 1989, các album tuyển tập của nhiều nghệ sĩ được xếp hạng riêng trong một bảng xếp hạng các album tuyển tập.
Theo tiêu chuẩn của The Official Charts Company, bảng xếp hạng album nước Anh là New Musical Express từ 1952 đến 1960; Record Retailer từ 1960 đến 1969; và the Official UK Albums Chart từ 1969 đến nay.

## Lịch sử thời gian phát sóng của chương trình
- Từ thập niên 1970: bảng xếp hạng album mới được phát hành vào 12:45 vào thứ 5 hàng tuần trên BBC Radio 1, sau đó chuyển xuống 18:05 (và sau nữa là 18:30) vào các tối thứ 4.
- Từ tháng 10 năm 1987: Buổi trưa.
- Tháng 4 đến tháng 10 năm 1993: 19:00–20:00 vào tối chủ nhật hàng tuần, dẫn chương trình Lynn Parsons.
- Từ tháng 10 năm 1993: Bảng xếp hạng được chứa trong chương trình UK Top 40 từ 16:00–19:00 vào chủ nhật.

## Kỉ lục
Kể từ năm 2005, các album của Queen có mặt trên UK Albums Chart nhiều hơn bất kì một nghệ sĩ nào khác. Theo sau đó thứ tự là The Beatles, Elvis Presley và U2. Tuy nhiên nghệ sĩ có nhiều tuần ở vị trí quán quân nhất là The Beatles và nghệ sĩ có nhiều album top 10 nhát là Elvis Presley. Madonna là nữ ca sĩ thu âm solo thành công nhất trên bảng xếp hạng với 11 album quán quân và có nhiều tuần đạt #1 nhất - 29.
Album đạt vị trí quán quân trong nhiều tuần nhất, tính cả các tuần liên tiếp và không liên tiếp là soundtrack của bộ phim South Pacific. Album đã giữ vững vị trí #1 trong 70 tuần liên tiếp từ tháng 11 năm 1958 đến tháng 3 năm 1960 (nghĩa là ở vị trí quán quân trong cả năm 1959), và sau dó có thêm một số lần nữa đạt vị trí quán quân trong các năm 1960 và 1961. Tổng cộng, album này đã đạt vị trí quán quân trong 115 tuần.
Người trẻ tuổi nhất đạt vị trí #1 là Neil Reid người Scotland, từng đứng đầu bảng xếp hạng năm 1972 lúc 12 tuổi 9 tháng. Nữ nghệ sĩ trẻ nhất đạt vị trí #1 là Joss Stone lúc 17 tuổi với album Mind, Body & Soul năm 2004, phá vỡ kỉ lục trước đó của Avril Lavigne với Let Go năm 2003.
Album có nhiều tuần trên bảng xếp hạng nhất là Rumours của Fleetwood Mac, với 478 tuần trên bảng xếp hạng. Vị trí thứ hai thuộc về Bat Out of Hell của Meat Loaf với 474 tuần và thứ ba là Greatest Hits của Queen với 472 tuần.
Album bán nhanh nhất là Be Here Now của Oasis, đã bán được gần 1 triệu bản trong tuần đầu phát hành. Album bán chạy nhất của một nữ nghệ sĩ là Life for Rent của Dido. Album đầu tay bán nhanh nhất là I Dreamed A Dream của Susan Boyle, phát hành tháng 11 năm 2009. Ray Quinn, người về nhì X Factor 2007, trở thành người duy nhất đã đạt vị trí quán quân mà không phải phát hành một đĩa đơn nào với album Led Zeppelin, đã đạt #1 8 tuần liên tiếp.
Nghệ sĩ đầu tiên đạt vị trí quán quân trên UK Singles Chart, Downloads Chart và Albums Chart cùng một lúc là Sugababes với hai lần, lần thứ nhất cho "Push the Button" và "About You Now".